# The Beatles: Get Back
The Beatles: Get Back ist ein Dokumentarfilm über The Beatles von Peter Jackson, der in drei Teilen von jeweils über zwei Stunden Länge am 25., 26. und 27. November 2021 veröffentlicht wurde.

## Produktion

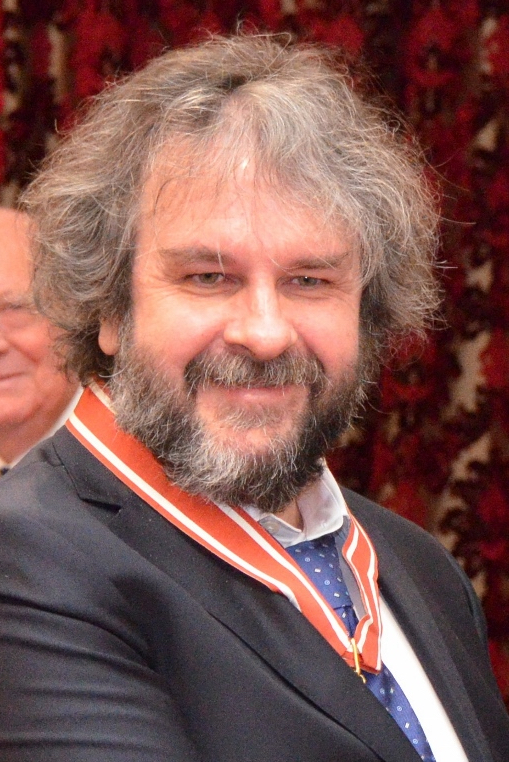
Regisseur Peter Jackson

Im Jahr 2017, als Jackson für die Arbeit an seinem Dokumentarfilm They Shall Not Grow Old über den Ersten Weltkrieg in London im Archiv des Imperial War Museum recherchierte, meldete sich das von den Beatles gegründete Apple Corps bei Jackson und fragte ihn, ob er für eine Ausstellung eine kleine Virtual-Reality-Show produzieren könne. Jackson, der eigener Aussage zufolge seit Jahrzehnten ein Fan der Beatles ist, vertiefte sich in die Arbeit und sichtete darüber hinaus über 56 Stunden Film- und 140 Stunden Audiomaterial, die im Januar 1969 unter dem Regisseur Michael Lindsay-Hogg entstanden waren.
Im Januar 2019 wurde schließlich bekanntgegeben, dass Jackson aus dem Filmmaterial der Let-It-Be-Filmaufnahmen einen neuen Film schneiden wird. Die Musik wurde von Giles Martin und Sam Okell neu abgemischt. Der Film entstand unter Mitwirkung von Paul McCartney, Ringo Starr, Yoko Ono und Olivia Harrison. Jackson verwendete dieselbe Technologie wie bei der Produktion von They Shall Not Grow Old, bei dem altes Filmmaterial digitalisiert, verfeinert, koloriert und in 4K-Qualität umgewandelt wurde. Ein Großteil der überlieferten Tonaufnahmen entstand damals noch mithilfe eines Mono-Vierspurgerätes. Durch die umfassende Restaurierung der Audiodateien mit einer fortschrittlichen Rauschunterdrückungs-Software sind manche Dialoge erst durch die Veröffentlichung des Dokumentarfilms von Peter Jackson akustisch deutlich zu verstehen.
Peter Jackson sagte zur Entstehung der dreiteiligen Dokumentationsserie: „In vielerlei Hinsicht hat Michael Lindsay-Hoggs bemerkenswertes Filmmaterial mehrere Handlungsstränge eingefangen. Die Geschichte von Freunden und Einzelpersonen. Es ist die Geschichte menschlicher Schwächen und einer göttlichen Partnerschaft. Es ist ein detaillierter Bericht über den kreativen Prozess, bei dem ikonische Songs unter Druck entstehen, die inmitten der sozialen Stimmung Anfang 1969 spielen. Aber es ist keine Nostalgie – es ist roh, ehrlich und menschlich. In sechs Stunden lernen Sie die Beatles mit einer Intimität kennen, die Sie nie für möglich gehalten hätten […] Ich bin den Beatles, Apple Corps und Disney sehr dankbar, dass sie mir erlaubt haben, diese Geschichte genauso zu präsentieren, wie sie erzählt werden sollte. Ich bin seit fast drei Jahren in dieses Projekt eingetaucht und freue mich sehr, dass das Publikum auf der ganzen Welt es endlich sehen kann.“
Ringo Starr sagte vor der Veröffentlichung im September: „Ich denke, dass jeder die Dokumentation genießen kann. Diese Band hat wirklich hart gearbeitet, emotionale Hochs und Tiefs erlebt, um dahin zu kommen, wo sie gelandet ist. So war das einfach. Bloß vier Jungs in einem Raum. Da hat man halt ein paar Hochs und Tiefs. Das ist alles, was ich dazu sagen kann. Peter Jackson ist unser Held, er hat großartige Arbeit geleistet.“
Paul McCartney sagte im Oktober über die Dokumentation: „Das sind vier Freunde, die an einem total verrückten Ort in London spielen und über die Absurdität der Situation kichern. Das waren die Beatles, das waren wir.“
Der erste Teil von The Beatles: Get Back ist 157 Minuten lang, der zweite Teil 173 Minuten und der dritte Teil dauert 138 Minuten. Mehr als vier Jahre war Jackson mit der Überarbeitung und Zusammenstellung der Aufnahmen beschäftigt.

## Handlung

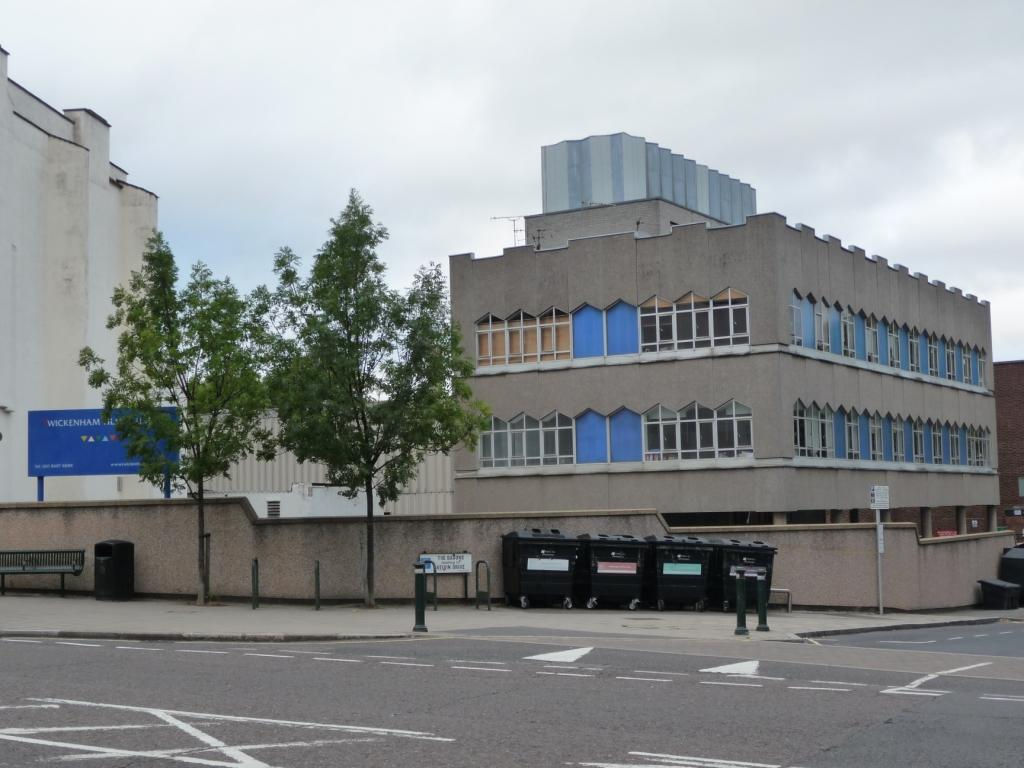
Twickenham Film Studios

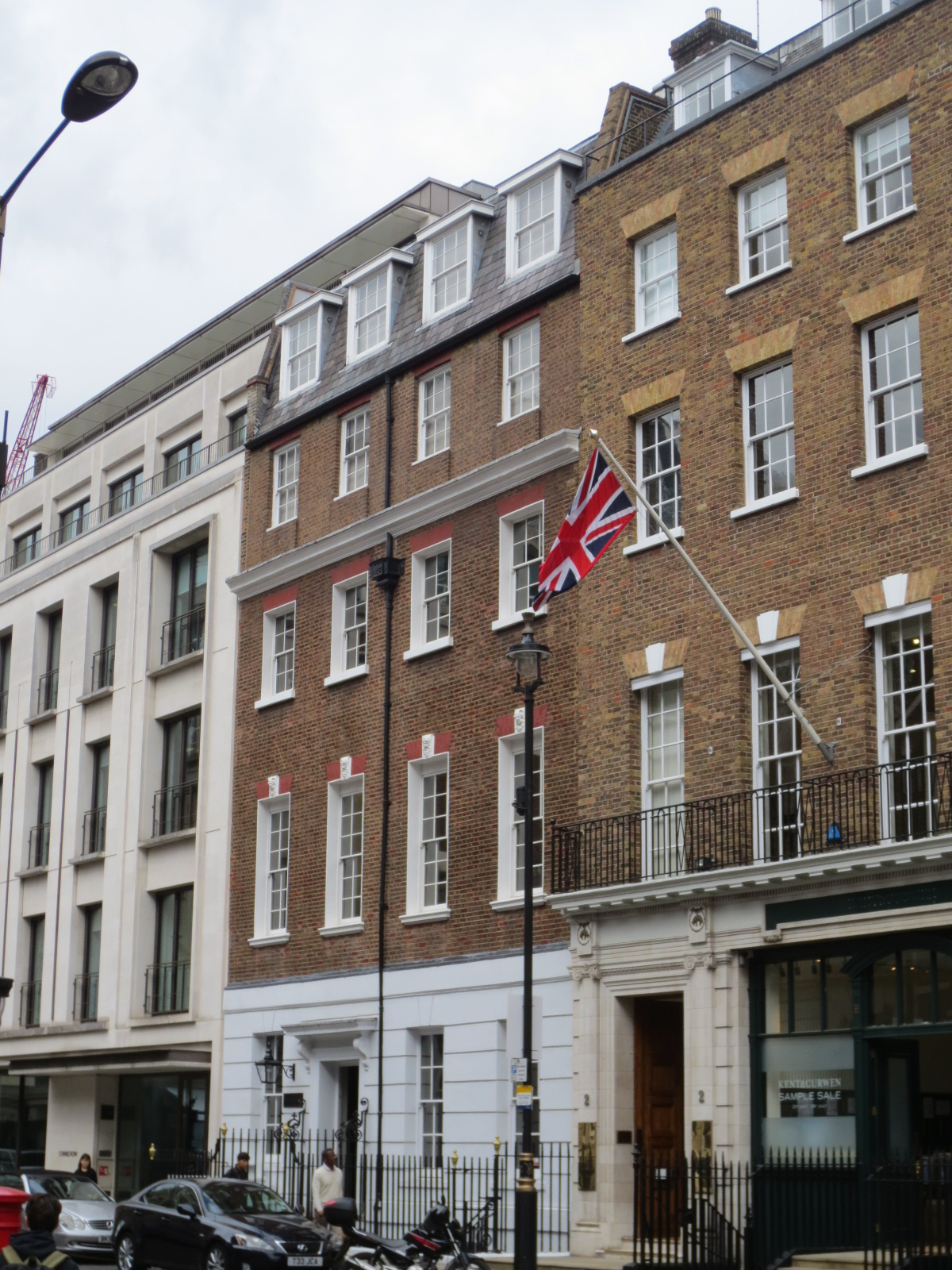
Apple-Gebäude, Savile Row 3, Ort des letzten Liveauftritts

### Teil 1: Tage 1–7 (2.–10. Januar 1969)
Die Beatles beginnen am 2. Januar 1969 in den Twickenham Studios mit den Proben für das, was zunächst ein Fernsehspecial über die Aufnahme ihres nächsten Albums werden soll. Anschließend entsteht der Plan eine Live-Show an einem noch zu bestimmenden Ort aufzuführen. Die Beatles haben noch keine konkrete Vorstellung, welche Lieder für das kommende Album verwendet werden sollen. So stellt jeder seine neuen Kompositionen vor. Die Songs entwickeln sich im Laufe der Zeit, insbesondere die Texte, die an einigen Stellen verfeinert werden. Einige Lieder wurden erst im Januar 1969 komponiert und fertiggestellt. Während der Sessions spielen John Lennon, Paul McCartney und George Harrison auch einige Lieder, die später auf ihren jeweiligen Soloalben oder auf dem Album Abbey Road erscheinen werden. Darüber hinaus werden auch ältere noch nicht verwendete Eigenkompositionen und Fremdkompositionen während der gesamten Aufnahmesessions gespielt.
Harrison scheint mit den Plänen eines Konzerts und den Aufnahmesessions als Ganzes nicht einverstanden zu sein. Am 10. Januar verlässt er nach sieben Probentagen abrupt die Gruppe zur Mittagszeit; er selbst bezeichnete die Situation shakespearisch als “winter of discontent with The Beatles in Twickenham”. Es wird anschließend gezeigt, wie die drei anderen Beatles darauf reagieren. Am Nachmittag spielen die Beatles zu dritt, teilweise mit Yoko Ono als Sängerin.

### Teil 2: Tage 8–16 (13.–25. Januar 1969)
Nach Harrisons Abgang werden die Proben in den Twickenham Studios am 13. und 14. Januar wieder aufgenommen. Der Plan für die Live-Show wird schließlich verworfen und das Fernsehspecial soll nun ein Dokumentarfilm werden, der möglicherweise mit einem Konzert im Freien enden soll. Am 15. Januar nimmt Paul McCartney dort noch alleine ein Lied auf.
Nach einem konstruktiven Treffen mit Harrison vereinbaren die Beatles, die Proben und Aufnahmen in ihrem Apple Studio, Savile Row 3 wieder aufzunehmen. Als George Harrison und Glyn Johns (Produzent und Toningenieur) am 16. Januar das von Alex Mardas eingerichtete Apple Studio  begutachten, stellen sie fest, dass es unbrauchbar ist. Daraufhin wurde das Studioequipment von den Abbey Road Studios ausgeliehen. Am 20. Januar kamen die vier Musiker zu einer ersten Probe, bei der sie die Anwesenheit von Kameras verboten. Der Musiker Billy Preston, den die Gruppe in Hamburg kennengelernt hatte, nimmt aufgrund einer Einladung von Harrison an den Sessions ab dem 22. Januar am Keyboard teil. Glyn Johns und Michael Lindsay-Hogg (Regisseur) schlagen vor, das Abschlusskonzert auf dem Dach des Apple-Gebäudes zu spielen. Nachdem die Gegebenheiten auf dem Dach geprüft wurden, entscheiden sich die Beatles dort ihr Abschlusskonzert aufzuführen.

### Teil 3: Tage 17–22 (26.–31. Januar 1969)
Es folgen weitere Probeaufnahmen, es werden aber auch Gespräche gezeigt. So erzählt George Harrison John Lennon, dass er Songs „für die nächsten zehn Jahre“ komponiert habe und er sie gerne auf einem eigenen Album aufnehmen würde. Lennon seinerseits findet Allen Klein fantastisch, der alles über die Band weiß, und möchte, dass er ihr neuer Manager wird. Neben Yoko Ono, die permanent neben Lennon verweilt, kommen auch Maureen Starkey, die Ehefrau von Ringo Starr, und Pattie Harrison, die Ehefrau von George Harrison, sowie Linda Eastman, die damalige Freundin und spätere Ehefrau von Paul McCartney, zu den Aufnahmesessions. Eastman bringt gelegentlich auch ihre Tochter Heather mit in das Studio.
Nach einer Woche der Aufnahmen im Apple Studio begibt sich die Gruppe am 30. Januar auf das Dach des Apple-Gebäudes und spielt dort, unterstützt von Billy Preston, das sogenannte Rooftop Concert. Gespielt werden die Lieder Get Back, Don’t Let Me Down, I’ve Got a Feeling, One After 909 und Dig a Pony, einige davon mehrfach. Das Konzert zieht eine Menge Passanten sowie die Aufmerksamkeit der Polizei aufgrund von Beschwerden auf sich, die den Auftritt dann beendet. Am folgenden und letzten Tag der Aufnahmesessions werden noch die letzten Lieder für das geplante Album aufgenommen.

## Veröffentlichung
- Der Film mit dem Titel The Beatles: Get Back sollte ursprünglich am 4. September 2020 seine Kinopremiere haben.
- Im Juni 2020 wurde die Filmpremiere verschoben. Der Film sollte nun am 26. August 2021 in Deutschland erscheinen, einen Tag später in Großbritannien, den USA und anderen Ländern.[11][12]
- Am 21. Dezember 2020 wurde laut Jackson eine „Montage“ mit dem Titel The Beatles: Get Back – A Sneak Peek from Peter Jackson über Streaming-Plattformen veröffentlicht.[13]
- Im Juni 2021 kündigte die Disney Company an, dass Peter Jacksons The Beatles: Get Back stattdessen auf Disney+ als sechsstündige Dokuserie in drei Teilen Premiere haben wird, die am 25., 26. und 27. November 2021 debütieren wird.
- Am 12. Oktober 2021 wurde das Hartcoverbuch The Beatles: Get Back veröffentlicht.[14] Der Begleitband enthält Standfotos aus dem Film und Aufnahmen von Ethan Russell und Linda McCartney.
- Am 16. November 2021 erfolgte die Filmpremiere einer 100-minütigen Version von The Beatles: Get Back in Anwesenheit von Paul McCartney, Mary McCartney, Pattie Boyd, Dhani Harrison, Zak Starkey und Giles Martin sowie weiteren Gästen im Cineworld Empire Cinema, Leicester Square, London.[15] Am 18. November wurde diese Version in Anwesenheit von Olivia Harrison auch in Los Angeles aufgeführt, Gäste waren unter anderen: Stella McCartney, Julian Lennon und Sean Lennon.[16]
- Am 25., 26. und 27. November 2021 waren die drei Filmteile von The Beatles: Get Back erstmals über Disney+ abrufbar.
- Am 30. Januar 2022 wurde der Film The Beatles: Get Back – The Rooftop Concert in ausgewählten IMAX-Kinos gezeigt. Der Film beinhaltet lediglich das Rooftop Concert am Ende der Dokumentationsserie,  der Sound wurde speziell für den Film noch einmal von Giles Martin abgemischt.[17]
- Am 14. Juli 2022 wurde The Beatles: Get Back auf Blu-ray und DVD veröffentlicht.

## Auszeichnungen (Auswahl)
Bei der Primetime-Emmy-Verleihung 2022 wurde der Film in fünf Kategorien ausgezeichnet. Filmeditor Jabez Olssen erhielt für seine Arbeit den Eddie Award der American Cinema Editors. Zwei Mal erhielt die Produktion den Critics’ Choice Documentary Award der Critics Choice Association.

## Soundtrackalben
- Am 15. Oktober erschien die 50-jährige Jubiläumsausgabe des Albums Let It Be, auf der Super Deluxe Box befinden sich Lieder, die auch in der Dokumentationsserie enthalten sind.
- Am 28. Januar 2022 wurde das Livealbum Get Back:The Rooftop Performance veröffentlicht, es enthält das komplette letzte Konzert der Beatles vom 30. Januar 1969. Das Konzert wurde von Giles Martin und Sam Okell neu abgemischt und kann nur bei Streaming-Diensten abgerufen werden.[18]

## Filmmusik
Folgende Lieder wurden im Film gespielt, viele der Lieder wurden nur kurz angespielt, ausgeblendet oder nicht beendet. Jeder Titel wird nur einmalig, bei der Ersteinspielung, aufgeführt. Lieder, die während der Videoeinspielungen aus Vorjahren in den Rückblicken gespielt werden, werden nicht aufgeführt. Sämtliche Titel werden im Abspann der drei Teile erwähnt. Beatles-Kompositionen, die im Film erstmals legal veröffentlicht wurden, werden mit * gekennzeichnet. Die Titel sind in der Folge ihrer Verwendung im Film:
| Teil 1: Twickenham Studios 1. On the Road to Marrakesh/Child of Nature (Lennon) Erstveröffentlichung auf dem Lennon-Album Imagine 2. Everybody’s Got Soul (Lennon/McCartney) * 3. Don’t Let Me Down (Lennon/McCartney) 4. I’ve Got a Feeling (Lennon/McCartney) 5. Johnny B. Goode (Berry) 6. Quinn the Eskimo (The Mighty Quinn)’ (Dylan) 7. I Shall Be Released (Dylan) 8. Two of Us (Lennon/McCartney) 9. Tea for Two (Youmans/Caesar) 10. Taking a Trip to Carolina (Starkey) 11. Just Fun (Lennon/McCartney) * 12. Because I Know You Love Me So (Lennon/McCartney) 13. Thinking of Linking (McCartney) * 14. Won’t You Please Say Goodbye (Lennon/McCartney) * 15. One After 909 (Lennon/McCartney) 16. Ob-La-Di, Ob-La-Da (Lennon/McCartney) 17. Midnight Special (Traditional) 18. What Do You Want to Make Those Eyes at Me For? (McCarthy/Johnson/Monaco) 19. The Third Man (Karas) 20. Gimme Some Truth (Lennon) Erstveröffentlichung auf dem Lennon-Album Imagine 21. All Things Must Pass (Harrison) Erstveröffentlichung auf dem Harrison-Album All Things Must Pass 22. Every Little Thing (Lennon/McCartney) 23. I’m So Tired (Lennon/McCartney) 24. You Wear Your Women Out (Lennon/McCartney/Harrison/Starkey) * 25. My Imagination (Lennon/McCartney/ Harrison/ Starkey) * 26. Get Back (Lennon/McCartney) 27. She Came in Through the Bathroom Window (Lennon/McCartney) 28. When I’m Sixty-Four (Lennon/McCartney) 29. Maxwell’s Silver Hammer (Lennon/McCartney) 30. Across the Universe (Lennon/McCartney) 31. Rock and Roll Music (Berry) 32. I Me Mine (Harrison) 33. Mr Bass Man (Cymbal) 34. Stand by Me (King/Lieber/Stoller) 35. Baa, Baa, Black Sheep (Traditional) 36. To Kingdom Come (Robbie Robertson) 37. The Long and Winding Road (Lennon/McCartney) 38. You Win Again (Williams) 39. Another Day (McCartney) Erstveröffentlichung als A-Seite der ersten McCartney-Single 40. Golden Slumbers (Lennon/McCartney) 41. Carry That Weight (Lennon/McCartney) 42. The Castle of the King of the Birds (Lennon/McCartney/Harrison/Starkey) * 43. For You Blue (Harrison) 44. Commonwealth (Lennon/McCartney) * 45. Enoch Powell (Lennon/McCartney) * 46. Norwegian Wood (This Bird Has Flown) (Lennon/McCartney) 47. Honey Hush (Turner) 48. Move It (Samwell) 49. Suzy Parker (Lennon/McCartney/Harrison/Starkey) 50. The House of the Rising Sun (Traditional) 51. Mama, You Been on My Mind (Dylan) 52. Shakin’ in the Sixties (Lennon) 53. Christmas Alphabet (Loman/Kaye) 54. I’m Talking About You (Berry) 55. Hi-Heel Sneakers (Higginbotham) 56. She’s a Woman (Lennon/McCartney) 57. Let It Be (Lennon/McCartney) 58. Carolina Moon (Burke/Davis) 59. Martha My Dear (Lennon/McCartney) 60. It’s Only Make Believe (Nance/Jenkins) 61. Jam (Lennon/McCartney/Starkey/Ono) * Gesang Yoko Ono 62. John (Ono) Gesang Yoko Ono 63. It’s Only Make Believe (Nance/Twitty) 64. Isn’t It a Pity (Harrison) die George Harrison-Komposition, von Harrison alleine eingespielt, wird vollständig während des Abspanns gespielt. Erstveröffentlichung auf dem Harrison-Album All Things Must Pass 65. The Castle of the King of the Birds (Lennon/McCartney/Harrison/Starkey) das editierte Instrumentallied wird in einer deutlich längeren Version während des Abspanns gespielt. | Teil 2: 1. You're My World (Bindi/Paoli/Sigman) 2. Build Me Up Buttercup (D’Abo/Macaulay) 3. No Other Love (Rogers/Hammerstein) 4. Piano Piece (Bonding) (Lennon/McCartney) 5. Martha My Dear (Lennon/McCartney) 6. I Bought a Piano the Other Day (Lennon/McCartney/Starkey) * 7. Woman (McCartney) Erstveröffentlichung auf einer Peter & Gordon-Single 8. The Back Seat of My Car (McCartney) Erstveröffentlichung auf dem McCartney-Album Ram 9. Song of Love (Lennon/McCartney) * 10. Those Were the Days (Raskin) 11. Long Tall Sally (Blackwell/Penniman/Johnson) 12. Help! (Lennon/McCartney) 13. Tutti Frutti (Penniman/Lubin/La Bostrie) 14. I Want to Hold Your Hand (Lennon/McCartney) 15. Mean Mr. Mustard (Lennon/McCartney) 16. Madman (Lennon/McCartney) * 17. Oh! Darling (Lennon/McCartney) Apple Studios 1. Maybe It’s Because I’m a Londoner (Gregg) 2. You Are My Sunshine (Davis) 3. Forty Days (Berry) 4. New Orleans (Guida/Royster) 5. Queen of the Hop (Harris) 6. Gilly Gilly Ossenfeffer Katzenellen Bogen by the Sea (Hoffman/Manning) 7. Too Bad About Sorrow (Lennon/McCartney) * 8. My Baby Left Me (Crudup) 9. Hi-Heel Sneakers (Higginbotham) 10. Dig a Pony (Lennon/McCartney) 11. Hallelujah I Love Her So (Charles) 12. Milk Cow Blues (Arnold) 13. Good Rocking Tonight (Brown) 14. Shout! (Isley/Isley/Isley) 15. You’re Going to Lose That Girl (Lennon/McCartney) 16. Some Other Guy (Lieber/Stoller/Barrett) 17. Going Up the Country (Wilson) 18. A Taste of Honey (Scott/Marlow) 19. Save the Last Dance for Me (Pomus/Shuman) 20. Cupcake Baby (Lennon) * 21. Freakout Jam (Lennon/McCartney/Ono) * Gesang: Yoko Ono 22. You Never Give Me Your Money (Lennon/McCartney) 23. Twenty Flight Rock (Fairchild/Cochran) 24. Reach Out I’ll Be There (Holland/Doxier/Holland) 25. On the Road Again (Jones/Wilson) 26. Please Please Me (Lennon/McCartney) 27. I’ll Get You (Lennon/McCartney) 28. School Day (Ring Ring Goes The Bell) (Berry) 29. Polythene Pam (Lennon/McCartney) 30. Her Majesty (Lennon/McCartney) 31. Teddy Boy (McCartney) 32. Maggie Mae (Traditional – arranged by Lennon/McCartney/Harrison/Starkey) 33. Fancy My Chances with You (Lennon/McCartney) 34. Can You Dig It? (Lennon/McCartney) 35. Act Naturally (Morrison/Russell) 36. Bye Bye Love (Bryant/Bryant) 37. I Lost My Little Girl (McCartney) * Erstveröffentlichung auf dem McCartney-Album Unplugged (The Official Bootleg) 38. Blues Jam (Lennon/McCartney/Harrison/Starkey) 39. The Walk (Jimmy McCracklin) das Lied wird während des Abspanns gespielt. 40. Without a Song (Vincent Youmans, Billy Rose, Edward Eliscu) Gesang: Billy Preston, das Lied wird während des Abspanns gespielt. 41. Love Me Do (Lennon/McCartney) das Lied wird vollständig während des Abspanns gespielt. |

| Teil 3: 1. Window, Window (Harrison) die Harrison-Komposition wird während des Vorspanns gespielt. Erstveröffentlichung auf dem 50-jährigen-Jubiläumsalbum von All Things Must Pass 2. Octopus’s Garden (Starkey) 3. Little Yellow Pills (Jackie Lomax) 4. I Told You Before (Lennon/McCartney/Harrison/Starkey) * teilweiser Gesang von der sechsjährigen Heather Eastman, der späteren Tochter von Paul McCartney 5. Dig It (Lennon/McCartney/Harrison/Starkey) teilweiser Gesang von Heather Eastman 6. Twist and Shout (Berns/Medley) 7. Blue Suede Shoes (Perkins) 8. Shake, Rattle and Roll (Calhoun) 9. Kansas City (Lieber/Stoller) 10. Miss Ann (Johnson/Penniman) | 1. Old Brown Shoe (Harrison) 2. Strawberry Fields Forever (Lennon/McCartney) 3. Take These Chains from My Heart (Rose/Heath) 4. Water! Water! (Lennon/McCartney) * 5. Something (Harrison) 6. I Want You (She’s So Heavy) (Lennon/McCartney) 7. Half a Pound of Greasepaint (Lennon/McCartney) * 8. Danny Boy (Londonderry Air) (Weatherly) 9. God Save the Queen (Traditional) 10. A Pretty Girl Is Like a Melody (Berlin) 11. Take This Hammer (Traditional) 12. Friendship (Porter) 13. Run for Your Life (Lennon/McCartney) 14. Five Feet High and Rising (Johnny Cash) 15. Party (Robinson) |